# Johann Heinrich Valentin Paul
Johann Heinrich Valentin Paul (* 5. Februar 1736 in Weilar; † 1780 in Glattbach), bekannt als Rhönpaulus, ist eine sagenumwobene Gestalt aus der Rhön.

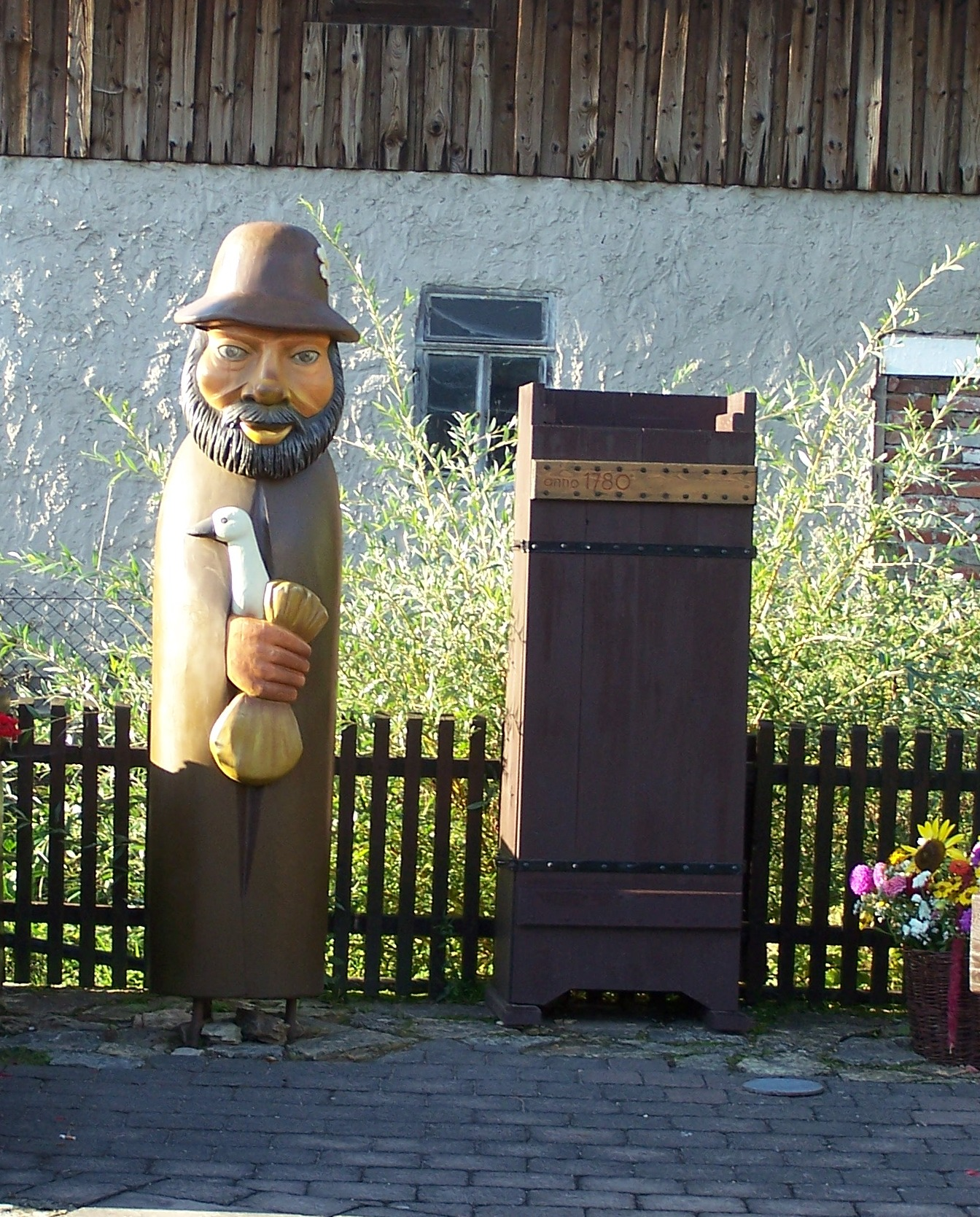
Die Skulptur Rhönpaulus in der Ortslage von Glattbach - rechts daneben - der „Pauluskasten“

## Leben
Johann Heinrich Valentin Paul wurde als uneheliches Kind der Hanna Regina Paul geboren. Seine Mutter stammte aus Hildburghausen und war beim Weilarer Gutsschäfer beschäftigt. Sein Vater war ein Soldat aus Hildburghausen, kümmerte sich allerdings nie um seinen Sohn. Nachdem seine Mutter nach schwerer Krankheit 1741 verstorben war, wuchs Johann Heinrich Valentin Paul bei seinem Onkel, dem Weilarer Gutsschäfer, auf. Er verdiente seinen Lebensunterhalt als Schäfersknecht.
Im Herbst 1759 ließ er sich aus Kummer, weil ihm die Heirat mit einer reichen Glattbacher Bauerntochter verwehrt war, für die preußische Armee Friedrichs des II. anwerben. Er erlebte den Siebenjährigen Krieg auf dem Schlachtfeld. 1764 desertierte er nach einer Verwundung und kehrte in seine Heimat zurück. Um nicht gefunden zu werden, wählte er die heute als Rhönpaulus-Höhle bekannte Klufthöhle am Neuberg als Unterschlupf. Er hielt sich als Gelegenheitsarbeiter und Handwerker nur kläglich über Wasser. Da das Wenige, das er als Lohn erhielt, nicht ausreichte, um seinen Lebensunterhalt zu bestreiten, beging er Wilddiebereien und Diebstähle bei wohlhabenden Bauern. Gewalt hat er dabei immer vermieden. Er bestahl auch niemals Bedürftige, sondern gab ihnen vielmehr vom Erbeuteten, weswegen er heute den Ruf eines Robin Hoods von der Rhön genießt. Er trieb sich als Wegelagerer und Schmuggler im Gebiet zwischen Wiesenthal, Kaltennordheim, Andenhausen und Tann umher. Besonders verbreitet war der Schmuggel mit Salz zu dieser Zeit.
Er wurde schließlich gefasst und nach Kaltennordheim in den Turm gebracht. Es gelang ihm aber die Flucht. 1779 folgte eine weitere Gefangennahme, nachdem er verraten worden war. 1780 wurde er in einem Geheimprozess des „Abschusses der schönsten Hirsche im herzoglichen Forst“ und der Rebellion für schuldig befunden. In einen Eichenkasten gesperrt, wurde er zum Galgen auf den Neuberg bei Glattbach gebracht, wo er seinen Tod fand. Der sogenannte „Pauluskasten“, der ihm eine neuerliche Flucht unmöglich machen sollte, ist noch im Dermbacher Heimatmuseum zu besichtigen.

## Legenden
Es gibt zahlreiche Sagen, die aus dem Leben des edlen Räubers Rhönpaulus berichten.

## Musical
Am 31. Juli 2009 brachte der Kunst- und Kulturverein Dermbach mit Unterstützung der Fuldaer Spotlight Musicalproduktion GmbH Rhönpaulus - Das Musical zur Uraufführung. Der Komponist des Stücks, Dr. Hans Aschenbach, führte selbst Regie und war in der Rolle des Pfarrers zu sehen. Die Choreographie stammte von Stephan R. Przywara. Zusätzliche Musik steuerte Dennis Martin bei. Gespielt wurde auf einer eigens für das Stück errichteten Freiluftbühne auf dem Areal des Schlosses Dermbach. Die Rolle des Rhönpaulus übernahm Karl Grunewald, seinen Gegenspieler Gerlach verkörperte Marcus G. Kulp. Zweitbesetzung für beide Rollen war Robert Meyer. In weiteren Rollen waren u. a. Tabea Grün, Dietmar Ziegler und Jesse Garon zu sehen. Insgesamt sahen das Stück im ersten Aufführungsjahr etwa 16.000 Zuschauer.
Mit der Uraufführungsbesetzung wurde eine CD-Einspielung aufgezeichnet.
2012 wurde die Produktion mit teils neuer Besetzung wiederaufgenommen. Den Rhönpaulus spielte Maximilian Mann, als Gerlach war Christof Maria Kaiser zu sehen.